# Jubileo de Rocamadour

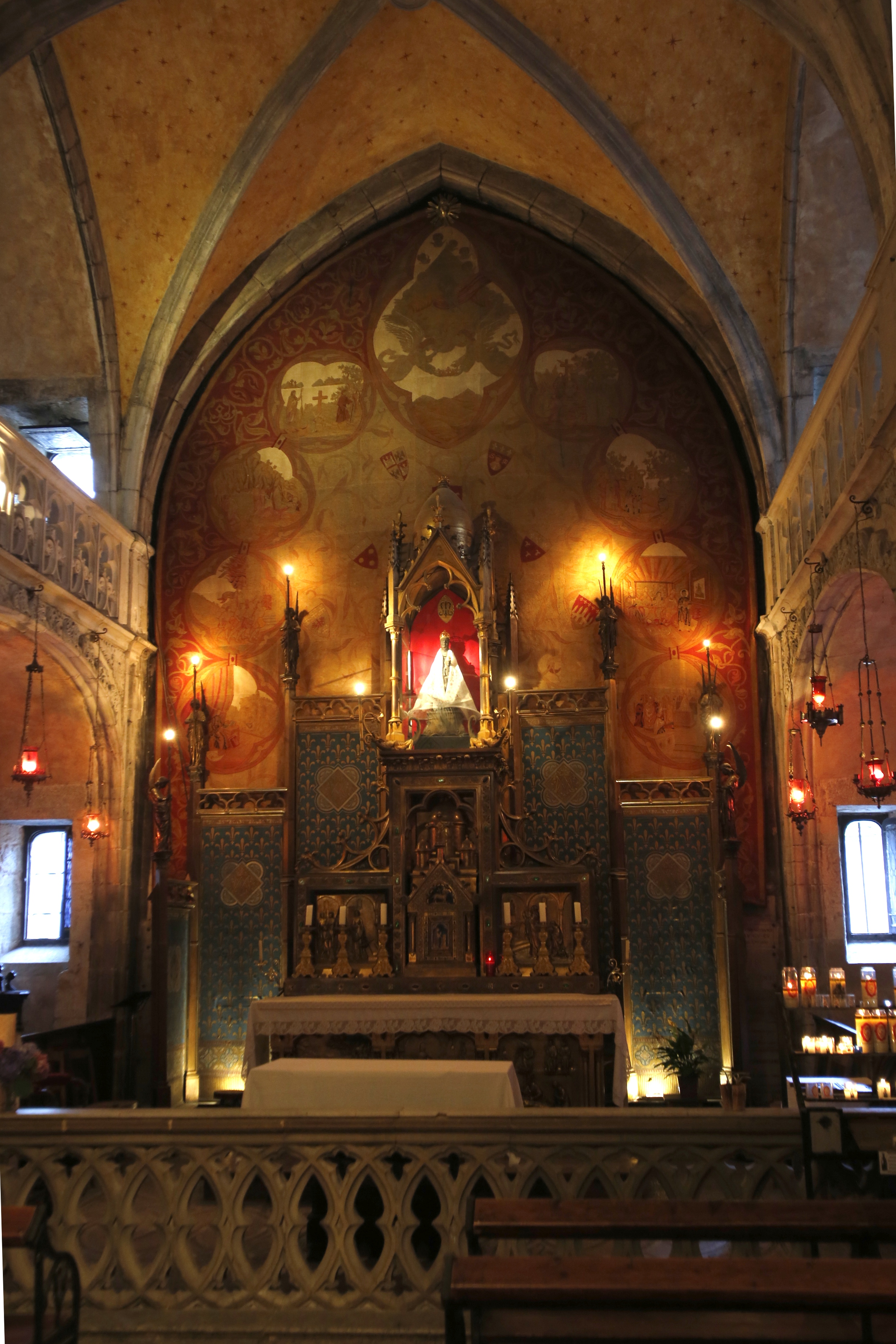
Capilla de Nuestra Señora en el Santuario de Rocamadour

El Jubileo de Rocamadour es un jubileo tradicional, que tiene lugar en el Santuario de Rocamadour (Francia) desde 1428. Presidido por el obispo de Cahors, este evento religioso promete a los fieles católicos un indulgencia plenaria, siempre que se asista a misa y se reciban dos sacramentos, la confesión y la comunión, en el año santo determinado al efecto.
El derecho de indulgencia es concedido al obispo por el Papa, los años en que se celebra la Pascua de Resurrección el 25 de abril; aunque los pontífices pueden decretar años jubilares adicionales si lo consideran conveniente (tanto en 2000 como en 2013, los obispos de Cahors presidieron el Jubileo de este modo).
Además de la indulgencia plenaria, los fieles pueden lograr el Gran Perdón o Expiación en determinadas fechas, recibiendo la confesión y la comunión, rezando por la paz entre los jefes de Estado cristianos, la erradicación de las herejías y la exaltación de la Iglesia.

## Año de la Misericordia  2016
En 2016 se celebra en el Santuario de Rocamadour el Año de la Misericordia - Año de San Amador, en conmemoración del 850º Aniversario del descubrimiento del cuerpo de San Amador.